# Kung Zog-statyn

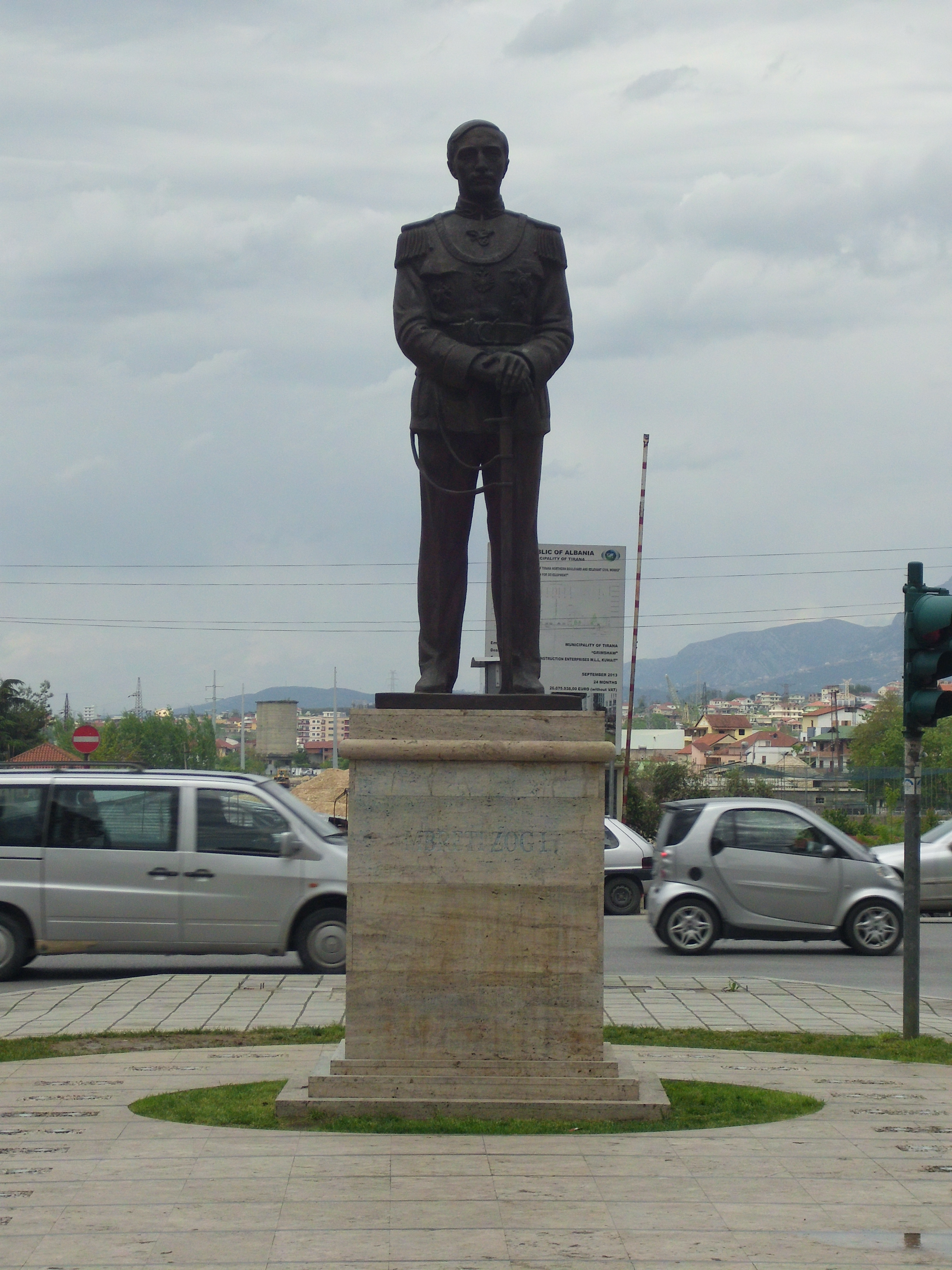
Kung Zog-statyn.

Kung Zog-statyn står i Albaniens huvudstad Tirana. Den är uppställd till minnet av kung Zog (Ahmet Zogu), som var Albaniens president från 1925 till 1928 och kung över Albanien från 1928 till 1939. Statyn är placerad i början av Zogu I-boulevarden och är vänd mot stadens centrum. Den är en hyllning till skapandet av den moderna huvudstaden, som byggdes på order av kung Zog. Statyn , som är 3 meter hög, ritades av skulptören Kreshnik Xhiku (1982–)  och avtäcktes vid 100-årsjubileet av Albaniens självständighet 2012. Invigningen närvarades av Albaniens dåvarande statsminister Sali Berisha, Tiranas borgmästare Lulzim Basha och tronpretendenten Leka II Zogu.

### Fotnoter
1. ↑  ”Balkans Geotourism”. Arkiverad från originalet den 10 oktober 2016. https://web.archive.org/web/20161010101646/http://www.balkansgeotourism.travel/content/statue-of-king-zog-i-albania/seeC4345C1CBD8218A86. Läst 20 augusti 2017.
2. ↑  ”Albanian Royal Court”. Arkiverad från originalet den 20 augusti 2017. https://web.archive.org/web/20170820160003/http://www.albanianroyalcourt.al/news/66. Läst 20 augusti 2017.